# Nordmarkit
Nordmarkit är en ljus, oftast rödaktig kvartssyenit bestående av alkalifältspat, alkalirik hornblände eller pyroxen, ibland mörk glimmer och oftast något kvarts.

## Förekomst
Nordmarkit förekommer bland annat i Nordmarka vid Oslo, där den bryts för byggnadsändamål.